# オプテックス・エフエー
オプテックス・エフエー株式会社は、京都府京都市下京区に本社を置くファクトリー・オートメーション用光電センサ関連機器、装置の企画開発・販売を行う企業。

## 概要
工場での生産ラインに使用される品質管理及び自動化のための光電センサ、変位センサ、画像センサ及び画像処理用LED照明を開発する独創的開発型企業。 2002年、オプテックス株式会社（現、オプテックスグループ株式会社）の産業用光電センサ部門を分社化して設立。国内では食品・医薬品業界を中心とした幅広い業界における生産ラインの品質管理に使われ、海外ではヨーロッパで産業用センサのトップシェアを誇るSICK AG社（独）との技術提携により、ヨーロッパ・アジア・北米と幅広い地域で販売されている。

## 沿革
- オプテックス株式会社（現、オプテックスグループ株式会社）における産業用光電センサ事業部門の事業内容の変遷
  - 1985年 9月 - オプテックス株式会社（現、オプテックスグループ株式会社）において光電センサの開発に着手
  - 1986年 3月 - 汎用型アンプ内蔵光電センサ（第1号機）発売開始
  - 1987年 5月 - 独国のSICK GmbH（現、SICK AG社）とOEM契約により欧州向け出荷開始
  - 1988年 7月 - 韓国、中国へ出荷開始
  - 1989年 4月 - SICK GmbH（現、SICK AG社）とオプテックス株式会社（現、オプテックスグループ株式会社）が汎用型光電センサの開発を目的に合弁（出資比率50：50）にてジックオプテックス株式会社を京都市下京区に設立
  - 2001年 7月 - 汎用型アンプ内蔵光電センサを中国広東省東莞にて生産開始
- オプテックス・エフエー株式会社設立後
  - 2002年 1月 - オプテックス株式会社（現、オプテックスグループ株式会社）の産業用光電センサ事業部門を分社化し、京都市山科区にオプテックス・エフエー株式会社（資本金2億円）を設立、同時に東京営業所を東京都新宿区に開設
  - 2003年 9月 - カメラ、照明、コントローラー、モニターを一体化したカラービジョンセンサ「CVS1シリーズ」（色面積センサ）を開発、販売
  - 2004年 3月 - 「CVS1シリーズ」が第7回包装機械検査技術賞（包装機械新聞主催）を受賞
  - 2004年 7月 - 「CVS1シリーズ」が第7回日食優秀食品機械資材賞（日本食料新聞主催）を受賞
  - 2004年10月 - 「変位センサ「CD4シリーズ」開発、販売
  - 2005年 2月 - 「カラービジョンセンサに文字認識機能を付加した「CVS4シリーズ」（文字認識センサ）を開発、販売
  - 2005年 8月 - 大阪証券取引所ヘラクレス（現・ジャスダック）に株式を上場。
  - 2006年 1月 - 画像処理用LED照明事業の開始
  - 2006年 6月 - 名古屋営業所を名古屋市名東区に開設
  - 2007年 2月 - 日本エフ・エーシステム株式会社の株式を取得し子会社化
  - 2007年 5月 - マルチカメラ画像センサ「MVSシリーズ」を開発、販売
  - 2007年11月 - 本社を京都市下京区京都リサーチパーク4号館に本社を移転
  - 2008年 2月 - IDEC株式会社との業務提携
  - 2009年 2月 - 東京営業所を東京都新宿区内で移転
  - 2009年 2月 - 株式会社デジタル (企業)と画像分野で協業
  - 2010年 9月 - 本社を京都リサーチパーク9号館に移転
  - 2011年 3月 - 三菱電機株式会社と産業機器用制御装置分野で協業
  - 2011年 3月 - 東京営業所と日本エフ・エ−システム株式会社を東京都品川区に移転
  - 2011年11月 - 九州営業所を福岡市中央区に開設
  - 2012年 7月 - 神戸営業所を神戸市中央区に開設
  - 2012年10月 - 海老名営業所を神奈川県海老名市に開設
  - 2013年 7月 - 日本エフ・エ−システム株式会社を吸収合併
  - 2013年 9月 - センサビジョン株式会社を京都市下京区に設立
  - 2013年11月 - 広州奥泰斯工業自動化制御設備有限公司を中国広東省広州市に設立
  - 2016年 4月 - シーシーエス株式会社と包括業務提携
  - 2016年 7月 - センサビジョン株式会社を吸収合併
  - 2016年12月 - ジャスダック上場廃止
  - 2017年 1月 - 株式交換によりオプテックスグループ株式会社の完全子会社となる
  - 2018年 3月 - OPTEX FA INC.を米国に設立
  - 2018年 7月 - オプテックス株式会社とともに生産部門を分割し、新たに設立されたオプテックス・エムエフジー株式会社に統合[1]。
  - 2018年8月 - OPTEX（Thailand）Co.,LTD.内に販売拠点を設立
  - 2019年1月 - 東京光電子工業株式会社を子会社化
  - 2020年1月- 京都営業所を開設

## 主な商品
- 光電センサ
  - アンプ内蔵センサ Z3シリーズ、アンプ内蔵レーザセンサ Z-Lシリーズ、デジタルファイバセンサ D3RFシリーズ、高精度レーザセンサ BGS-HLシリーズ、デジタルレーザ透明体センサ DR-Qシリーズ
- 変位センサ
  - 超高精度レーザ変位センサ CDXシリーズ、小型レーザ変位センサCD22シリーズ、C-MOSレーザ変位センサ CD33シリーズ、形状測定センサ LSシリーズ
- 画像センサ
  - メガピクセル文字認識センサ<文字認識> MVS-OCR2シリーズ、マルチカメラ画像センサ<パターンマッチング> MVS-PM-Rシリーズ、色面積センサ CVS1-Rシリーズ、
- 画像処理用LED照明
  - センシングLEDリング照明OPRシリーズ、センシングLED同軸照明OPXシリーズ、センシングLEDバックライト照明OPFシリーズ、センシングLEDスポット照明OPS-Sシリーズ、センシングLEDバー照明 OPB-Sシリーズ、イーサネット対応LED照明コントローラOPPD-30E、LED照明コントローラ Advanced OPPFシリーズ
- 非接触温度計（固定式、ハンディ式）

- その他
  - 画像検査装置、近接センサ、距離センサ、バーコード・2次元コードリーダー、超音波センサ、ロータリーエンコーダ、エリアセンサ

## 所在地
- 本社：〒600-8815 京都市下京区中堂寺粟田町91 京都リサーチパーク9号館4F
- 東京営業所：〒105-0022 東京都港区海岸1-9-1 浜離宮インターシティ3F
- 海老名営業所：〒243-0432 神奈川県海老名市中央2-1-16　海老名センチュリープラザビル4Ｆ
- 名古屋営業所：〒450-0003 名古屋市中村区名駅南2-14-19 住友生命名古屋ビル6F
- 京都営業所：〒602-8019　京都市上京区室町通出水上ル近衛町38 シーシーエス近衛町ビル3F
- 神戸営業所：〒651-0083　神戸市中央区浜辺通5−1−14 神戸商工貿易センタービル8Ｆ
- 九州営業所：〒810-0001 福岡市中央区天神3-9-25 東晴天神ビルディング8Ｆ